# Нивская
Нивская — деревня в Верховажском районе Вологодской области.
Входит в состав Коленгского сельского поселения, с точки зрения административно-территориального деления — в Коленгский сельсовет.
Расстояние по автодороге до районного центра Верховажья — 52,5 км, до центра муниципального образования Ногинской — 0,5 км. Ближайшие населённые пункты — Удальцовская, Фоминская, Ногинская.
По переписи 2002 года население — 30 человек (15 мужчин, 15 женщин). Преобладающая национальность — русские (97 %).